# Sainte-Enimie
Sainte-Enimie (in occitano Santa Enimia) era un comune francese di 549 abitanti situato nel dipartimento della Lozère nella regione dell'Occitania. Il 1º gennaio 2017 i comuni di Montbrun, Quézac e Sainte-Enimie si sono uniti per formare il nuovo comune di Gorges du Tarn Causses.
Sainte-Enimie è anche una destinazione turistica localizzata nel cuore delle Gole del Tarn.

## Società

### Evoluzione demografica
Abitanti censiti